# Ludwik Garyga
Ludwik Garyga (ur. 15 sierpnia 1901 w Skomlinie, zm. 8 grudnia 1938 w Warszawie) – porucznik Wojska Polskiego, kawaler Orderu Virtuti Militari.

## Życiorys
Urodził się w rodzinie Tomasza i Józefy z Froniów w Skomlinie.
Na początku 1918 wstąpił do POW. Po odzyskaniu niepodległości został żołnierzem 9 kompanii, III batalionu 27 pułku piechoty z którym brał udział w wojnie polsko-bolszewickiej. Pełnił też służbę w ochronie granicy z Niemcami i Czechosłowacją (1919–1920). Po zakończeniu wojny pozostał w wojsku jako żołnierz zawodowy i ukończył Szkołę Podchorążych w Bydgoszczy. Zakończył służbę w wojsku z powodów zdrowotnych w lutym 1929 i został naczelnikiem poczty w Radzyminie. Zmarł jako kawaler 8 grudnia 1938 w Warszawie. Pochowany na Cmentarzu Wojskowym na Powązkach (kwatera A19-5-11).
W historii 27 pułku piechoty z 1929 roku jest opisany w następujących słowach: „Szeregowiec Ludwik Garyga, celowniczy ręcznego karabinu maszynowego w plutonie sierżanta Szczęsnego, bardzo dzielnie i przytomnie zachowywał się w czasie walki; celnym i skutecznym ogniem swego karabinu przyczynił się w dużym stopniu do odbicia kilku szarż kawaleryjskich, czem uratował oddział od wycięcia”.
Jego wniosek o odznaczenie Orderem Virtuti Militari podpisał dowódca 27 pp, ppłk Paweł Wierzbicki 26 sierpnia 1920.

## Ordery i odznaczenia
- Krzyż Srebrny Orderu Virtuti Militari nr 1466[1][3]
- Krzyż Walecznych[3]
- Medal Pamiątkowy za Wojnę 1918–1921[3]
- Medal Dziesięciolecia Odzyskanej Niepodległości[3]